# Fusiturricula
Fusiturricula é um gênero de gastrópodes pertencente a família Drilliidae.

## Espécies
- †Fusiturricula acra (Woodring, 1970) (sinônimo: Pleurofusia acra Woodring, 1970)
- Fusiturricula andrei McLean & Poorman, 1971[3]
- Fusiturricula armilda (Dall, 1908)[4]
- Fusiturricula bajanensis Nowell-Usticke, 1969[5]
- Fusiturricula dolenta (Dall, 1908)
- Fusiturricula enae Bartsch, 1934[6]
- Fusiturricula fenimorei (Bartsch, 1934)[7]
- Fusiturricula fusinella (Dall, 1908)
- Fusiturricula humerosa (Gabb, 1873)
- Fusiturricula iole Woodring, 1928
- Fusiturricula jaquensis (Sowerby II, 1850)
- Fusiturricula lavinoides (Olsson, 1922)
- Fusiturricula maesae Rios, 1985[8]
- Fusiturricula notilla (Dall, 1908)
- †Fusiturricula panola Woodring 1928
- Fusiturricula paulettae Princz 1978 (sinônimo: Knefastia paulettae);[9] Fusiturricula jaquensis (G.B. II Sowerby, 1850))
- †Fusiturricula springvaleensis Mansfield 1925 (sinônimo:Turricula springvaleensis) [10]
- Fusiturricula sunderlandi Petuch, 1990[11]
- Fusiturricula taurina (Olsson, 1922)
- †Fusiturricula yasila Olsson 1930 [12]

Espécies trazidas para a sinonímia
- Fusiturricula altenai Macsotay and Campos 2001: sinônimo de †Fusiturricula springvaleensis Mansfield 1925
- Fusiturricula howelli Hertlein & Strong, 1951: sinônimo de Knefastia howelli (Hertlein & Strong, 1951)